# راینر اشتاهل
راینر اشتاهل (آلمانی: Rainer Stahel؛ ۱۵ ژانویهٔ ۱۸۹۲ – ۳۰ نوامبر ۱۹۵۵) یک افسر آلمانی و عضو حزب نازی آلمان است. او در بیله‌فلد به دنیا آمد و به ارتش آلمان پیوست. در جنگ جهانی اول و جنگ داخلی فنلاند حضور داشت و در سال ۱۹۳۳ به آلمان بازگشت تا در وزارت هوانوردی مشغول به کار شود.
در طول جنگ جهانی دوم او مدتی فرمانده نظامی شهر رم بود. در ۱۹۴۴ برای دفاع از شهر ویلنیوس به لهستان اشغالی رفت و توانست به خوبی در برابر ارتش سرخ و ارتش میهنی لهستان مقاومت کند. به همین دلیل هم به دریافت صلیب شوالیه آهنین نائل آمد. پس از آن او برای دفاع از ورشو به آنجا انتقال یافت که مصادف با شروع قیام ورشو بود. در روزهای ابتدایی قیام او در مرکز فرماندهی‌اش واقع در قصر ساکسون به محاصره افتاد و به همین علت فرماندهی نظامی شهر ورشو به فرمانده قوای اس اس اریش فون دم باخ-زلوسکی واگذار شد.
اشتاهل در ۲۴ اوت به رومانی رفت تا در سرکوب قیام بخارست به نیروهای آلمانی کمک کند. در همان‌جا بود که او به همراه ایان آنتونسکو توسط نیروهای شوروی اسیر شد و ادامه زندگی خود را در اردوگاه‌های اسرای آلمانی در خاک شوروی گذراند.